# 漢森冰川
78°21′S 84°33′W / 78.350°S 84.550°W

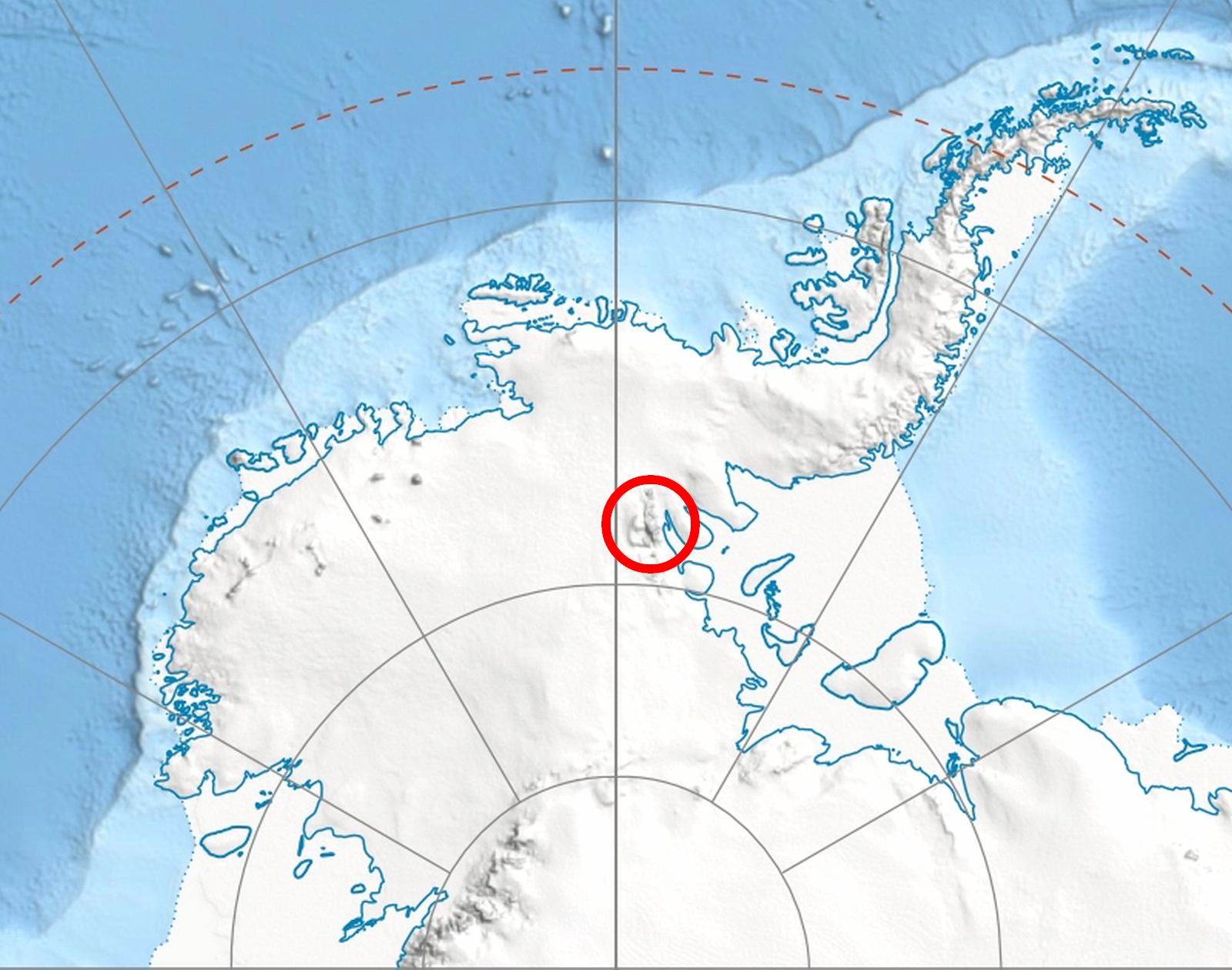

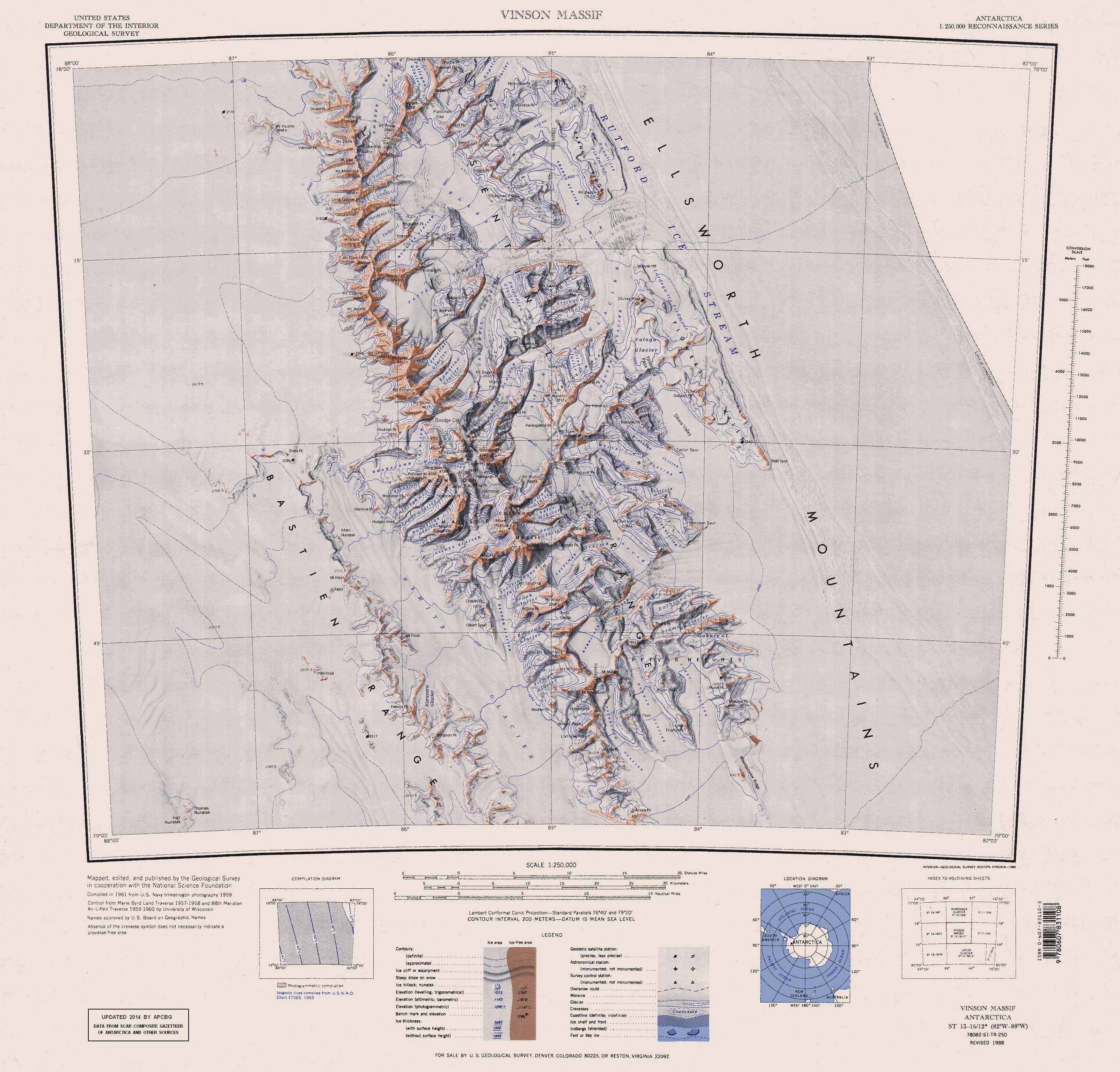

漢森冰川是南極洲的冰川，位於埃爾斯沃思地，處於埃爾斯沃思山脈的森蒂納爾嶺，全長19公里，根據美國地質調查局的測量和美國海軍的空中照片被繪入地圖。